# Freda – die Grüne Zukunftsakademie
Die Freda – die Grüne Zukunftsakademie ist die Bildungseinrichtung der österreichischen Partei Die Grünen. Sie wurde 2020 gegründet. Durch das Wahlergebnis der Grünen im Jahr 2017 wurde der ehemalige Parteiakademien Grüne Bildungswerkstatt 2018 geschlossen. Die Freda ist Mitglied der Green European Foundation. Der Name kommt von der ersten Vorsitzende der Partei die Grünen Freda Meissner-Blau,

## Ziele
Die Freda geht davon aus, dass „die Welt nicht zufällig so ist, wie sie ist“, sondern dass die Umwelt permanent von Menschen umgebaut, gestaltet und verändert wird. Sie beschäftigt sich daher mit den Auswirkungen dieser permanenten Umgestaltung auf die sozialen, ökologischen und ökonomischen Grundlagen der Menschen. Zu diesem Zweck fördert die Freda politische Bildung, finanziert und organisiert unterschiedliche Veranstaltungen (Podiumsdiskussionen, Seminare etc.) zu politischen Themen und gibt Bücher und Broschüren heraus. Seit 2022 betreibt die Parteiakademie das Online-Magazin freda-magazin.